# Нові Низковиці
Нові Низковиці (рос. Новые Низковицы) — присілок у Гатчинському районі Ленінградської області Російської Федерації.
Населення становить 8 осіб. Належить до муніципального утворення Сяськелевське сільське поселення.

## Географія
Населений пункт розташований на південній околиці міста Санкт-Петербурга.

## Історія
Згідно із законом від 16 грудня 2004 року № 113—оз належить до муніципального утворення Сяськелевське сільське поселення.

## Населення
| 1928 | 1965 | 1997 | 2002 | 2006 | 2007 | 2010 |
| ---- | ---- | ---- | ---- | ---- | ---- | ---- |
| 599  | ↘449 | ↘8   | ↗27  | ↘10  | ↘9   | ↗26  |
| 2012 | 2013 | 2017 |      |      |      |      |
| ↘8   | ↗9   | ↘8   |      |      |      |      |